# The Marriage Playground

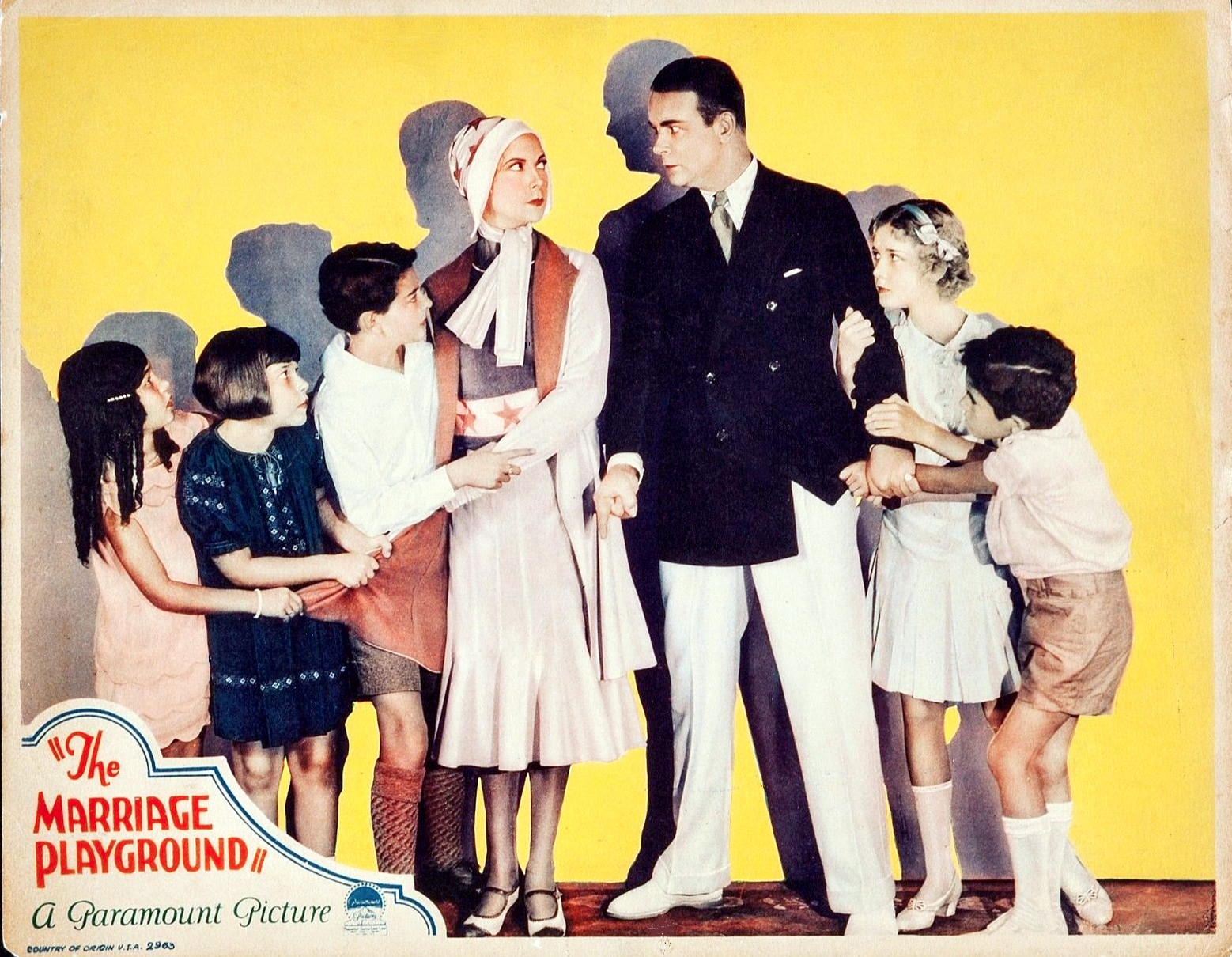
Carte promotionnelle du film.

The Marriage Playground est un film américain réalisé par Lothar Mendes et sorti en 1929.

## Synopsis
Joyce et Cliffe Wheater, un couple américain, laissent leurs sept enfants se débrouiller seuls alors qu'ils visitent les stations balnéaires d'Europe, laissant Judith, l'aînée, responsable du groupe. Martin Boyne, un touriste américain, rencontre Judith et les enfants, dont il a connu le père aux États-Unis. Il est attiré par Judith et compatit rapidement aux problèmes des frères et sœurs. Bien que Martin doive rencontrer sa fiancée, Rose Sellers, en Suisse, il retarde le voyage pour aider les enfants à traverser une crise qui menace de les séparer. Après le départ de Martin, Judith se désespère, craignant qu'il ne la considère comme une enfant.

## Fiche technique
- Réalisation : Lothar Mendes
- Scénario : Doris Anderson, J. Walter Ruben, Edith Wharton
- Photographie : Victor Milner
- Musique : W. Franke Harling
- Production : Paramount Pictures
- Genre : Drame[1]
- Durée : 70 minutes
- Date de sortie :
  - États-Unis : 21 décembre 1929

## Distribution
- Mary Brian	: Judith Wheater
- Fredric March : Martin Boyne
- Lilyan Tashman : Joyce Wheater
- Huntley Gordon : Cliff Wheater
- Kay Francis : Lady Wrench
- William Austin : Lord Wrench
- Seena Owen : Rose Sellers
- Philippe De Lacy : Terry Wheater
- Anita Louise : Blanca Wheater
- Mitzi Green : Zinnie Wheater
- Billy Seay : Bun Wheater
- Ruby Parsley : Beatrice Wheater
- Donald Smith : Chip Wheater
- Jocelyn Lee : Sybil
- Maude Turner Gordon : tante Julia Langley
- Armand Kaliz : Prince Matriano
- Joan Standing : Miss Scopey